# 1921年宫家决口
宫家决口也称宫家坝决口，是1921年7月19日发生在中国山东利津宫家的一次黄河决口。决口处在宫家险工上首，五庄村南。决口后水灾影响到利津、沾化、滨县、无棣四县，灾民18.4万余人，受灾面积5400平方里。

## 决口
民国初年，山东省河工经费大约为每年48万元，但因连年战乱导致的财政短缺，河工经费连年拖欠。1920年河务支出大量积欠，至1921年汛期前仍然积欠三十多万元，导致当年的春工未能修理，修河防汛所需的石料桩绳等均未准备，沿河兵士的薪酬也未及时发放。
宫家坐落在山东省利津县西部的黄河北岸，距离县城10公里。宫家上游有长约十余里的鸡心滩河段，黄河河道分为南北两股，1919年之前北股为正河（既水流主泓，称“大溜”），下至宫家坝“两堤相去骤窄”，“河经坝下，故有曲流”，因河流曲折，北岸的宫家坝正当水势之冲，但宫家坝仅为低矮卑薄的土堤，一旦水势盛涨冲击该处，必然出现险情，向来是一处“险工”。1919年，北河淤塞，大溜经南河直冲宫家上游的河套李家，宫家段暂时变为“平工”。
1921年夏，黄河中游地区的降雨量普遍增大，下游水位骤升。宫家处的北河又被刷开，两河交汇逼溜下移，宫家坝成为巨险。7月18日，黄河水面不断上涨，水位最高的时候水面距离宫家坝上首几乎持平。7月19日凌晨，风雨交加，水位大幅上涨，波浪涌上堤坝，水面几乎与堤坝持平，单靠人力已经难以堵筑，加上筑坝的物料用尽，“民夫纷纷逃散”。7月19日黎明，宫家南大坝决口，水头高达4米，洪水倾泻而下。
决口刚发生时，口门仅有七八丈宽，由于修堵不及时，口门因洪水冲刷不断向西加宽。至三天后的7月21日，口门处已冲刷至宽640米。经过不断冲刷，决口处口门刷至三百余丈，水深大约“九丈四五尺， 直至七八尺不等”。其时全河流量约5220立方米/秒，十分之八自溃口流出。黄河在宫家坝决口之后，分成两股向外漫延，一股经决口处向北流出河道，折至西北余家庄、大小郭家、子官村、南楼村、苏王庄一带，越徒骇河及久山新河，向西北流入无棣县境内的套尔河后平漫流入渤海；另一股“直冲西北，经大马村、张家滩、豆腐庄等乡，顺坝濠直流至盐窝以下”，与正河汇流。黄泛区长150余华里，宽30至60华里，自决口处开始，西至滨县城西20华里，北至利津县盐窝，西北至沾化县江河口，幅员五百余里。

## 灾情
决口后洪水淹及利津、沾化、滨县、无棣四县5400平方里，其中利津县210村、沾化县80余村、滨县50余村受灾，大量民居、校舍被洪水毁坏。受灾居民总数达十八万四千余人，除除稍有力者迁徙他乡外，仅无家可归露宿大堤的便有六万余人。
全国劳动模范、治黄特等功臣于祚棠在其《我与黄河六十年》中回忆宫家决口时称，他家所在的利津县于家村在洪水退去后仅剩四间房子，村庄四周全是沙丘，寸草不生，村里死了70多口人，原本140户人家中的50户在灾后被迫举家“闯关东”去了。

## 赈灾
决口发生后，利津县立即自行筹集公私急赈钱款数万元，但相比灾情不过杯水车薪，于事无补。利津县知事姚祖训用电报向山东省公署报告灾情，请求拨发救灾物资，赈济灾民。山东督军兼省长的田中玉命令河务局局长劳之常“暂由赈务处垫洋五千元……前往该县施放急赈”，同时向北洋政府财政部请求拨款援助。中央政府因财政困难，没有钱款可以拨付赈灾、堵合决口，只能责令山东省公署自行就地筹款。
原惠民县知事纪鹗元、利津县劝学所所长任道远等人赴天津、北平、河南、安徽拜谒军政当局谋求赈济。发起于滨县的道院积极募款参与赈灾，是其从事社会慈善的发端，最终于1922年11月正式发展为世界红卍字会。
1921年9月，华洋义赈会山东支部召开执行委员会议，更会名为“山东华洋义赈委员会”，时任山东河务局长劳之常兼任山东华洋义赈会副会长。该会总揽宫家灾民赈济，包括堵口工程开工前的工赈和工程捐款。

## 堵复
纪鹗元与任道远率数百灾民到省政府请愿，要求堵合宫坝口门。灾民闯入督军衙署，任道远向田中玉详述灾情和百姓流离疾苦的情况，并提出需要堵复口门。田中玉当场应允灾民请求。由于堵合工程量巨大，而筹款却非常艰难，迟迟未能动工。因修堵不及时，河套李家等处堤坝也被冲毁，黄河接口洪水大溜逐渐西移，东侧口门处甚至开始出现淤垫，溃坝一直延伸至杨家附近，口门宽度达五百三十余丈，合一里有余。
1921年9月16日，北洋政府“特派田中玉督办宫家坝黄河决口堵合事宜”，“派劳之常会办宫家坝黄河决口堵合事宜”。从开始直至1923年2月，宫家决口堵合事务均由田中玉督办。田中玉派人勘察决口后拟定堵口计划，初步估计需经费五百余万元，后经切实计算仍需三百余万元。虽有所减少，但对于每年仅有四十多万元河工经费的山东省来说，仍是一笔巨款，因款项筹集艰难，堵口工作迟迟未按计划实施。
随着宫家坝决口灾情不断扩大，华洋义赈会计划实施工赈，修建御水工程。1922年春，华洋义赈会派遣工程师塔德（Oliver Julian Todd）和德福兰前往山东办理工赈，实地勘测决口地区并估定工程费用。塔德是美商亚洲建业公司（Asia Development Co.）的工程师，与劳之常相识。经两人介绍，亚洲建业公司于1922年2月正式提议承包堵口工程，建业公司与山东省河务局就宫家坝堵口工程进行了具体协商。塔德被建业公司任命为工程的具体负责人，承诺在当年大汛来临之前竣工，商定的包修费用为95万元，定于2月10日签订合同。因山东省公署未在规定期限内找到担保银行，而且亚洲建业公司的报价过低导致山东政府对其并不信任，双方未能达成共识，堵口工程一再拖延。亚洲建业公司代表走后，山东各界曾计划按照该公司的计划自行修筑施工，款项由所需由济南各银行、商会、财政厅、盐署和军政界人物以个人名义筹集。后经一位陶姓的牧师斡旋，亚洲建业公司再次派代表到济南谈判。3月14日至15日，山东省公署与亚洲建业公司商定担保事宜。但亚洲建业公司提出要实地勘察后重新报价，且无法保证在当年汛期前完工，双方再次谈崩。其后，曾有人提议仅聘请美方工程师主持堵口工程未获支持。3月18日，劳之常被公推为堵口工程负责人，劳之常要求省署书面保证即使他办理不妥也不追究责任，并允许他用工程款来以工代赈。未及双方谈拢，第一次直奉戰爭爆发，黄河汛期到来，该项提议未能实质开展。
1922年10月，熊炳琦出任山东省长，开始参与堵合事务。1922年11月，山东省政府与美商亚洲建业公司经过再次协商最终签订堵口合同，合同规定山东省政府需付给亚洲建业公司“中国通用银洋一百五十万元”作为承办各项工程的包价，迁民购地和下游御水工程等则由山东政府另行拨付。堵口工程从1922年12月开始施工，采用平堵法堵口。1923年2月，堵合事务正式改由熊炳琪督办。到1923年的7月21日最终合拢，全部竣工，实用款200万元。此次为黄河首次使用平堵法堵口。

## 相关事件
1923年5月6日，参加宫家坝堤口落成典礼的中外记者乘坐的火车在山东省临城县境内薛枣支线上被抱犊崮山区土匪孙美瑶劫持，是为“临城劫车案”。
1955年1月30日凌晨，利津王庄大堤溃决，河水顺1921年宫家决口故道经徒骇河入海。